# مجلس الإغاثة العراقي المسيحي
مجلس الإغاثة المسيحي العراقي هو منظمة آشورية  مسيحية غير ربحية تأسست عام 2007 من قبل الناشطة الآشورية جوليانا تيمورازي. تصف اللجنة الدولية للصليب الأحمر هدفها الأساسي بأنه تعزيز الحماية الإنسانية والسياسية للمسيحيين الآشوريين المضطهدين الذين يعيشون في عراق ما بعد الحرب، الذين انخفض عدد سكانهم من 1500000 في عام 2003  إلى حوالي 150.000 بعد 17 عامًا فقط في عام 2020  بسبب الاضطهاد المستمر وعدم الاستقرار في وطنهم.

## التاريخ والأنشطة

### التأسيس والتاريخ المبكر
تأسس مجلس الإغاثة المسيحي العراقي عام 2007 على يد جوليانا تيمورازي. أسست تيمورازي المنظمة ردًا على الاضطهاد الآشوري المستمر في وطنهم العراق. وفقًا لتيمورازي، لم تحظ اللجنة الدولية للصليب الأحمر في البداية باهتمام كبير من المسؤولين الأمريكيين حتى غزو داعش للمناطق الآشورية عام 2014. ومنذ ذلك الحين، عملت على زيادة الوعي من خلال المناصرة السياسية، والدعم الإنساني، واستضافة الأحداث العامة، مثل الوقفات الاحتجاجية على ضوء الشموع.

### الأنشطة الإنسانية
تقدم اللجنة الدولية بشكل أساسي المساعدات الإنسانية للآشوريين في العراق. تذهب غالبية المساعدات من خلال الجمعية الآشورية الخيرية  وراهبات الدومينيكان في سانت كاترين من سيينا في شمال العراق. كما تقدم اللجنة الدولية المساعدة الإنسانية للاجئين الآشوريين من العراق في بلدان أخرى في الشرق الأوسط، بما في ذلك سوريا ولبنان والأردن وتركيا. في عام 2016، قدمت اللجنة الدولية للصليب الأحمر مساعدات إنسانية إلى 95 ألف مسيحي آشوري في العراق.
أطلقت اللجنة الدولية للصليب الأحمر عملية العودة إلى نينوى في عام 2016. سمح المشروع بإعادة بناء المراكز المجتمعية والمدارس والمنازل والكنائس التي دمرها داعش في المناطق ذات الأغلبية الآشورية والمسيحية في العراق. كما شجعت أيضا على إنشاء محافظة سهل نينوى لتكون ملاذا آمنا للآشوريين في العراق.

### الدعوة السياسية الآشورية
كما التقت تيمورازي برلمانيين عراقيين نيابة عن اللجنة الدولية للصليب الأحمر لمناقشة إنشاء محافظة مسيحية في العراق.
في أغسطس / آب 2019، أصدرت اللجنة الدولية للصليب الأحمر و 15 منظمة آشورية أخرى رسالة ائتلافية تشكر الممثل جوش هاردر على إصدار قرار مجلس النواب رقم 537، والذي من شأنه أن يجعل الولايات المتحدة تعترف رسميًا بالإبادة الجماعية للآشوريين إذا تم إقراره.
نيابة عن قيادة اللجنة الدولية، انتقدت تيمورازي استفتاء استقلال حكومة إقليم كردستان بسبب تأثيره السلبي المحتمل على السكان الآشوريين في المنطقة، وانتقد تهديدات العنف التي أصدرتها حكومة إقليم كردستان ضد الآشوريين الذين احتجوا على الاستفتاء.
أصدرت اللجنة الدولية للصليب الأحمر بيانًا رسميًا في عام 2020 تدين فيه رفض الحكومة التركية التحقيق في اختفاء الزوجين الآشوريين هرمز وشيموني ديريل.

### استجابة فيروس كورونا 19
في عام 2020، أطلقت اللجنة الدولية للصليب الأحمر حملة «١إنقاذ أولئك الذين ينقذون الأرواح». تعهدت الحملة بتقديم 5000 دولار نيابة عن اللجنة الدولية للصليب الأحمر لتوفير أقنعة للعاملين في مجال الرعاية الصحية في الولايات المتحدة استجابةً لجائحة فيروس كورونا.
كما انضمت اللجنة الدولية للصليب الأحمر إلى 27 منظمة غير حكومية أخرى ووقعت رسالة تدعو السلطات العراقية والأمم المتحدة إلى تنفيذ تدابير تهدف إلى منع وقوع كارثة إنسانية وأمنية في سنجار وتلعفر وسهل نينوى نتيجة لوباء فيروس كورونا 19.

## روابط خارجية
- الموقع الرسمي